# 아일라 (2017년 영화)
아일라는 2017년에 발표된 대한민국과 튀르키예의 합작 영화이다.

## 줄거리
군대 내 자동차나 기계 등을 고치는 슐레이만(이스마일 하즈올루) 하사는 한국 파병군에 선발돼 사랑하는 약혼녀와 가족을 튀르키예에 두고 한국으로 떠나게 된다. 저격수인 친구 알리(알리 아타이)는 친구만 전쟁터로 보낼 수 없다며 자원해 함께 한국행 배에 오른다. 약혼녀와 가족들은 시시각각 한반도에서 벌어지는 전쟁 소식에 귀 기울이며 불안해하지만 슐레이만은 편지를 보내 그들을 안심시키기 위해 애쓴다.
하지만 튀르키예군은 방심하는 사이에 인민해방군에게 기습공격을 당한다. 슐레이만은 미군이 주둔해 있는 평안남도 개천 군우리로 가는 도중 인민군에게 공격을 받고 구사일생으로 목숨을 건진다. 이때 슐레이만은 가족을 잃고 어둠속에서 홀로 떨고 있는 어린아이(김설)를 만나게 된다. 아이는 충격을 받은 탓인지 말도 하지 못한다. 슐레이만은 소녀가 달을 닮았다며 '아일라'라는 이름을 지어준다. 그는 소녀를 부대로 데려와 정성껏 돌본다. 아일라는 실어증을 극복하고 어느새 튀르키예어를 배워 아빠 슐레이만과 삼촌들의 사랑을 독차지한다.

## 출연진
- 김설 : 아일라 역
- 이스마일 하즈올루 : 슐레이만 역
- 체틴 테킨도르 : 노인 슐레이만 역
- 알리 아타이 : 알리 역
- 자니 영 : 리 소위 역
- 고은민 : 아일라 엄마 역
- 조완기 : 아일라 아빠 역
- 이경진 : 성인 아일라 역
- 강보민
- 무라트 이을드름 : 메수트 역
- 담라 쇤메즈: 누란 역
- 뷔슈라 데벨리: 니메트 역
- 메랄 체팅카야: 노인 니메트 역
- 에릭 로버츠: 콜터 장군 역
- 닐귄 카사프바숄루
- 부르치 큄베틀리올루
- 에스라 데르만즈올루
- 미네 테베르

## 같이 보기
- 튀르키예 여단 - 영화의 배경이 된 슐레이만의 소속 부대
- 군우리 전투 - 영화의 배경이 된 한국 전쟁의 전투